# Nemzeti Fejlesztési Ügynökség
A Nemzeti Fejlesztési Ügynökséget, röviden NFÜ-t a második Gyurcsány-kormány 2006-ban hozta létre a Nemzeti Fejlesztési Hivatal és a Nemzeti Fejlesztési Tervet végrehajtó szervezetek összevonásával. A Bajnai Gordon fejlesztéspolitikai kormánybiztossága alatt létrejött központi hivatal abból a célból jött létre, hogy egy, az eddigieknél hatékonyabb és átláthatóbb intézményrendszer irányítsa az európai uniós támogatások szétosztását és eredményes felhasználását Magyarországon. 2014. január 1-jén megszűnt, ezt követően a feladatkörét a Miniszterelnökségen belüli központi koordináló szerv látta el.

## Létrehozása
Az Ügynökséget a 130/2006. (VI. 15.) Korm. rendelettel a kormányrendelet hozta létre, a Nemzeti Fejlesztési Hivatal jogutódjaként. Az indoklás szerint a hosszú- és középtávú fejlesztési és tervezési feladatok ellátására, az Európai Unió pénzügyi támogatásainak igénybe vételéhez szükséges tervek, operatív programok elkészítésére, és az így igénybe vett támogatások felhasználásához szükséges intézményrendszer kialakítása céljából.

## Szervezete
Az Ügynökség 2010-ig a Miniszterelnöki Hivatalt vezető miniszter irányítása alatt működő központi hivatal volt, de a második Orbán-kormány az NFÜ felügyeletének feladatát a Nemzeti Fejlesztési Minisztériumhoz delegálta.
Székhelye Budapesten található. A hivatalt az elnök vezeti, aki a fejlesztési miniszter felügyelete alatt dolgozik. Az elnök munkáját elnökhelyettesek segítik, akiket az elnök nevez ki és ment fel a fejlesztési miniszter egyetértésével. Az Ügynökség munkatársai jogállásukat tekintve közhivatalnokok.

### Elnökei
- dr. Vági Márton (2006–2010)
- dr. Petykó Zoltán (2010–2013)

## Feladatköre
A NFÜ-t létrehozó kormányrendelet az Ügynökség feladatának jelöli meg, hogy dolgozza ki a kormány fejlesztéspolitikai elveit és céljait, és ez alapján készítse el az ország átfogó fejlesztési tervét, és hangolja össze az ezzel kapcsolatos kormányzati munkát. Az Új Magyarország Fejlesztési Terv megtekinthető az Ügynökség honlapján. Az ÚMFT-vel kapcsolatos elemzésekről a Gyorsítósáv tanulmánysorozat számol be időről időre.
Az Ügynökségen belül létrehozott irányító hatóságok szervezik az operatív programok végrehajtását és ellenőrzik az igénybe vett uniós és hazai költségvetési források felhasználását.
A NFÜ látja el a Közösségi Támogatási Keret, az EQUAL és az INTERREG közösségi kezdeményezésű programok és a Kohéziós Alap irányító hatóságának feladatait, gondoskodik a monitoring bizottságok működéséről.
A magyar állam nevében egyeztető tárgyalásokat folytat az Európai Unió intézményeivel a fejlesztési stratégiáról és az annak megvalósítását szolgáló operatív programokról.
Az NFÜ szervezi az Európai Unió strukturális és kohéziós politikájával kapcsolatos hazai feladatokat, a Kormány által meghatározott körben ellátja az Európai Unió pénzügyi támogatásainak felhasználásához szükséges feladatokat, és irányítja a pénzügyi támogatások felhasználása céljából intézményrendszer működését.
Az Ügynökség ellátja a Phare programokkal és a Schengen Alappal kapcsolatos szervezési és koordinációs feladatokat, ennek keretében biztosítja a Központi Pénzügyi és Szerződéskötő Egység működését.
A Nemzeti Fejlesztési Ügynökség további feladatai:
- közreműködik a fejlesztési miniszter előterjesztéseinek elkészítésében;
- előkészíti az Országgyűlés munkájával kapcsolatos bizottsági előterjesztéseket, interpellációkra és kérdésekre vonatkozó választervezeteket;
- a miniszternél jogszabály alkotását kezdeményezheti, előkészíti a miniszteri rendelet és utasítás-tervezeteket és egyéb intézkedéseket;
- közreműködik a fejlesztési miniszter a Kormány ügyrendje szerint a kormány-előterjesztésekre és a miniszteri rendeletek tervezetére tett észrevételeinek az előkészítésében;
- kapcsolatot tart tudományos, kutatást és képzést folytató intézetekkel, gondoskodik a tudományos munka és képzés támogatásáról és fejlesztéséről;
- részt vesz nemzetközi szervezetek munkájában, nemzetközi kapcsolatokat tart fenn, és közös programokat szervez a hasonló feladatkört ellátó külföldi kormányzati szervekkel;
- tájékoztatási tevékenységet végez.

## Külső hivatkozások
- A Nemzeti Fejlesztési Ügynökség honlapja
- Gyorsítósáv honlap
- Támogatott projektek google maps alapú térképe Archiválva 2020. november 25-i dátummal a Wayback Machine-ben